# Prosopocera decemmaculata
Prosopocera decemmaculata là một loài bọ cánh cứng trong họ Cerambycidae.